# Kgotla

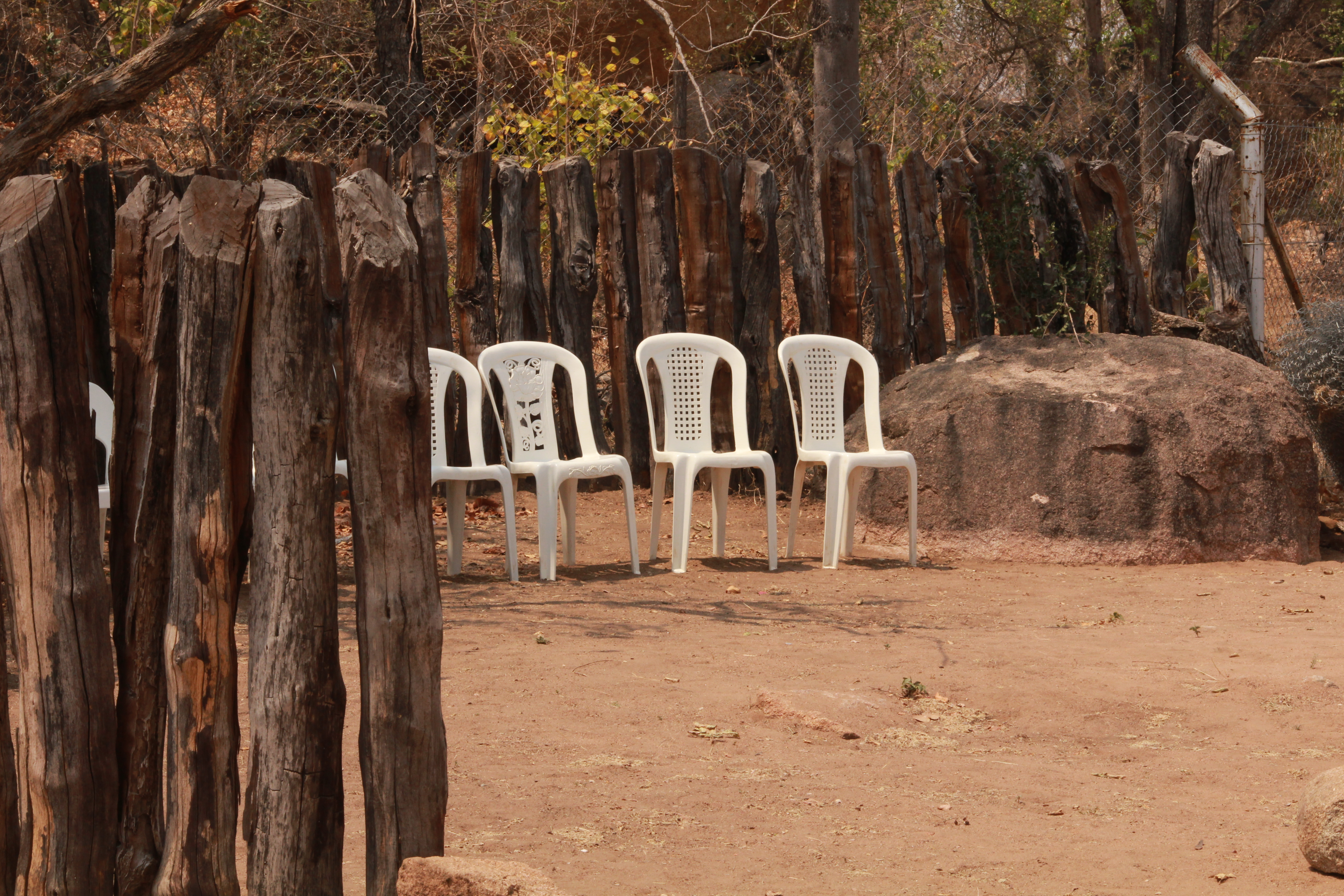
Öffentlicher Versammlungsplatz (Kgotla) in Botswana

Ein Kgotla (Lehnwort aus Setswana für Gericht) ist eine öffentliche Versammlung, ein Gemeinderat oder traditionelles Gericht in den Dörfern Botswanas. Es wird in der Regel durch den Dorfvorsteher oder einen Vorsitzenden der Tswana geleitet. Beschlüsse werden im Konsens gefasst. Vorsitzende arbeiten meist als Berater des Dorfvorstehers. Jedes Mitglied darf während der Treffen ausreden. Kgotla sind der Grund, weshalb sich Botswana als eine der ältesten Demokratien weltweit begreift.
Die Gewohnheit, jeden Anwohner zu Wort kommen zu lassen, setzt sich in Sitzungen aller Art fort, von der Erörterung eines Gesetzes bis hin zu einer Personalangelegenheit. In der Regel nehmen vor allem Männer an den Kgotla teil. Sie können auch zum Aufsuchen von Gesetzesbrechern angewiesen werden. Die finale Entscheidung wird nach Einführung, Anhörung und Beratung durch den Vorsitzenden oder Dorfvorsteher gefällt.
Die Batswana entwickelten die Kgotla-Praxis eigenständig bereits Anfang des 19. Jahrhunderts vor der Eingemeindung in das britische Protektorat Betschuanaland. Obwohl es als Studienbeispiel für deliberative Demokratie herangezogen wird, können die Autorität des Dorfvorstehers, die überwiegende Teilnahme der männlichen Dorfbevölkerung und andere Faktoren den realen Grad der Mitbestimmung der Gesamtbevölkerung des Dorfes schmälern. Auch Stuhlaufstellung und Sitzordnung setzten den Fokus auf zentrale Redner.
Kgotla können auch in die Erfüllung öffentlicher Daseinsvorsorge eingebunden werden. So kooperieren die Botswana National Blood Transfusion Services (NBTS) und lokale Kgotla in einer Commons-Public-Partnership (CPP), um die in Botswana oftmals mangelhafte Versorgung mit Bluttransfusionen zu verbessern. Bei einem wechselseitigen Staatsbesuch zwischen Botswana und der Schweiz betonten Vertreter beider Staaten 2023 die Ähnlichkeit von Kgotla und Versammlungsdemokratie im politischen System der Schweiz.

## Weitere Bedeutungen
Kgotla kann auch den Platz der Treffen bezeichnen, der aus einem Stuhlkreis oder einer festen Versammlungsfläche mit Überdachung bestehen kann. Als lekgotla wird im südafrikanischen Englisch auch eine Regierungssitzung zur Strategieplanung bezeichnet. Der etymologische Ursprung ist gleich.